# Otdel de Temriuk

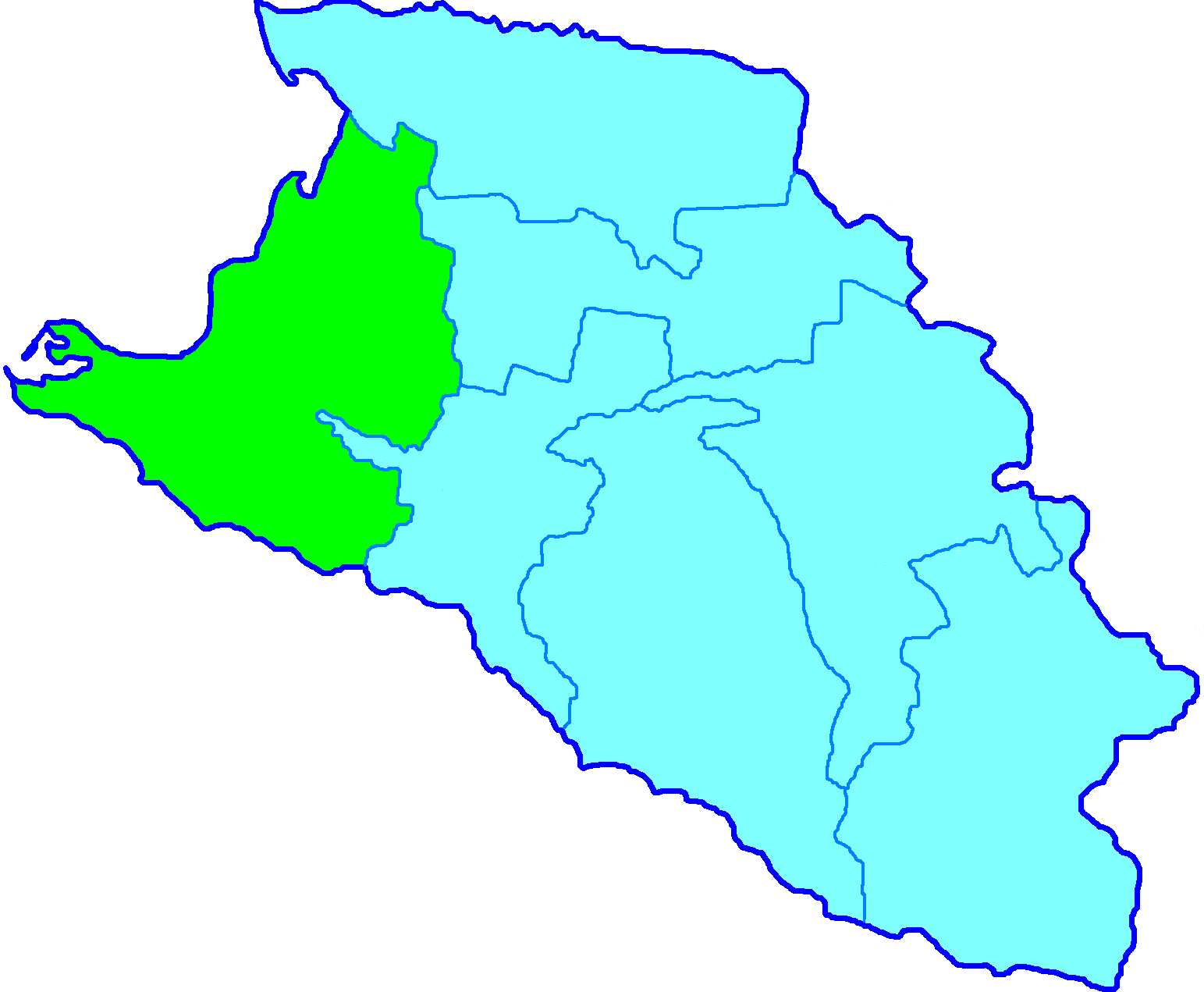
Localización del otdel de Temriuk en el óblast de Kubán.

El otdel de Temriuk, otdel de Tamán u otdel de Slaviánskaya (del ruso: Темрюкский, Тама́нский, Славянский отде́л) fue una división administrativa territorial del óblast de Kubán del Imperio ruso y del óblast de Kubán-Mar Negro de la República Socialista Federativa Soviética de Rusia dentro de la Unión de Repúblicas Socialistas Soviéticas, que existió entre 1869 y 1924. Tenía una superficie de 13 266.2 verstas cuadradas y una población, en 1897, de 342 976 habitantes Su centros administrativos fueron Temriuk (hasta 1897) y Slaviánskaya.
Ocupaba la mayor parte del occidente del óblast, abarcando la península de Tamán y sus costas en el mar Negro y el mar de Azov. Al sur hacía frontera con la gubernia de Chernomore. Correspondería a los actuales raiones de Primorsko-Ajtarsk, Kalíninskaya, Slaviansk, Krasnoarméiskaya, Krymsk, Abinsk y Temriuk del krai de Krasnodar.
Sus principales localidades eran (población en 1897): Abínskaya (6 585), Anapa (6 944), Anastásiyevskaya (6 000), Ajtanizovskaya (2 151), Ajtarski (4 321), Varenikovskaya (6 407), Ilskaya, Krymskaya (10 409), Kurchánskaya (2 348), Márianskaya (7 248), Mingrélskaya (8 000), Novovelichkovskaya (6 683), Novodzherelíyevskaya (4 686), Novomyshastovskaya (7 866), Novonizhestebliyevskaya (7 946), Petróvskaya (8 798), Poltávskaya (4 000), Popovichevskaya (5 000), Rogovskaya (5 000), Slaviánskaya (15 167), Starovelichkovskaya (6 183), Starodzherelíyevskaya (4 000), Staronizhestebliyevskaya (6 542), Starotítarovskaya (5 216), Tamánskaya (4 291), Temriuk (14 734), Fiódorovskoye (4 983) y Jolmskaya.

## Historia
Fue fundado en 1869 como uyezd de Temriuk con centro en la ciudad de Temriuk como parte del óblast de Kubán. En 1888 fue denominación pasó de uyezd a otdel, pasando su centro en 1897 a Slaviánskaya. En 1910 se decide cambiar su nombre, pasando a conocerse como otdel de Tamán, por la península de Tamán.
Tras el establecimiento del poder soviético en el Kubán en marzo de 1920, el otdel de Tamán pasó a formar parte del nuevo óblast de Kubán-Mar Negro. El 18 de noviembre de 1920 el otdel era disuelto y se formaban tres otdel en su territorio: el otdel de Temriuk, el otdel de Timashovsk y el otdel de Slaviánskaya. El 18 de mayo de 1922 el primero de los anteriores pasó a formar parte del último de ellos, lo mismo que ocurriría con parte del territorio del segundo el 25 de enero de 1923. El 2 de junio de 1924 se anulaba el óblast y sus distritos. La mayor parte del territorio del otdel de Slaviánskaya pasó a formar parte del ókrug de Krasnodar del krai del Sudeste.

## División administrativa
El 26 de enero de 1923 se dividía en 26 volosts:
1. Abínskaya,
2. Anastásiyevskaya,
3. Ajtanizovskaya,
4. Varenikovskaya,
5. Grechenskaya,
6. Grivenskaya,
7. Dzhiguinskaya,
8. Ivánovskaya,
9. Kíevskaya,
10. Krymskaya,
11. Merchánskaya,
12. Mingrélskaya,
13. Moldavanskaya,
14. Olginskaya,
15. Petróvskaya,
16. Poltávskaya,
17. Primorsko-Ajtarskaya,
18. Rogovskaya,
19. Slaviánskaya,
20. Starovelichkovskaya,
21. Starotítarovskaya,
22. Suvórovo-Cherkeskaya,
23. Tamánskaya,
24. Temriukskaya,
25. Fiódorovskaya,
26. Jolmskaya.